# Adolphe Goupil
Pour les articles homonymes, voir Goupil.
Jean-Baptiste Michel Adolphe Goupil, né le 11 mars 1806 dans l'ancien 2e arrondissement de Paris, et mort le 9 mai 1893 dans le 9e arrondissement de Paris est un capitaine d'industrie français, l'un des plus importants marchands et éditeurs d'art du XIXe siècle.
Il est le fondateur de la société internationale Goupil & Cie, l'un des plus gros marchands d'art du XIXe siècle.
Il ne doit pas être confondu avec Jules-Adolphe Goupil (1839–1883), peintre et graveur.

## Biographie
Parisien, Adolphe Goupil est le fils d'Auguste Goupil, pharmacien, et d'Anne Lutton (1774-1849) et le petit fils du peintre G. Drouais. Il se marie en août 1829 avec Victorine Elisabeth Brincard (1808-1886), originaire de Belfort, dont il a cinq enfants : Auguste Léon (1830-1855), Amélie (1835-1866), Albert (1840-1884), Marie (1841-1912) et Blanche (1845-?).

### Création et développement de l'entreprise Goupil
En 1827, Adolphe Goupil, éditeur au 12 boulevard Montmartre à Paris, s'associe avec l'Allemand Henry Rittner (1802-1840), marchand d'estampes. Ils se livrent au commerce de l'impression et de l'édition d'estampes originales et d'interprétation dans tous les pays, principalement en France, Angleterre et Allemagne. La famille de son associé est installée à Dresde dans le commerce de l'estampe ce qui va élargir son réseau de vente à l'Europe. Ils produisent des reproductions des grands maîtres et des peintres exposants au Salon. Rittner disparaît en 1840. L'adresse devient le 15 boulevard Montmartre.
En 1841, Goupil trouve un nouvel associé, Théodore Vibert (1813-1850), la société devient « Goupil & Vibert et Cie » au 17 rue de Lancry, mais l'année suivante l'adresse devient le 19 boulevard Montmartre et le 12 rue d'Enghien. En 1845-1848, Goupil et Vibert ouvrent une succursale à Londres puis à New York au 289 Broadway. Mort en 1850, Vibert laisse deux enfants qu'Adolphe Goupil prend à sa charge.
En plus d'imprimeur-éditeur, Goupil devient un marchand de tableaux et de dessins, et ce, à partir de 1846 avec l'avocat Alfred Mainguet qui rejoint la société jusqu'en 1856. Goupil avait déjà signé un contrat en 1845 avec le peintre Charles Landelle qui s'engage à ne pas disposer de son droit de reproduction avant de l'avoir proposé à la Maison Goupil. En 1857, la filiale de New York passe sous le contrôle de Knoedler, mais reste en partenariat d'affaires avec Goupil.

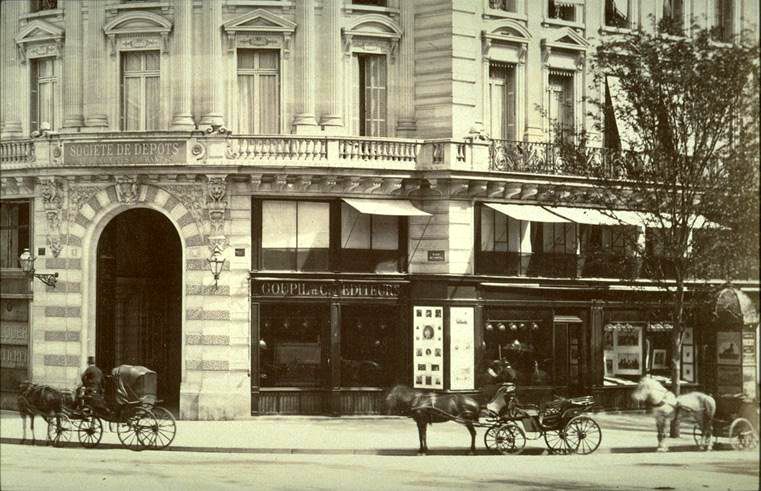
Goupil & Cie, au 2 place de l'Opéra (Paris, vers 1886).

De 1850 à 1884, la société, en forte expansion, prend le nom de « Goupil et Cie, imprimeur-éditeur ». Son fils, Albert Goupil (1840-1884), qui se veut photographe, rejoint la société. Il s'associe à son père en 1877. Albert avait repris en 1867 l'affaire de Cent van Gogh (1820-1888). Leur famille lui étant associée, gérant la succursale néerlandaise, Vincent, mais surtout Théodore van Gogh, y furent employés à Londres et à Paris. 
Les autres associés sont Léon Goupil (en 1854-1855), mais surtout Léon Boussod (1826-1896), qui entre dans l'affaire en 1855 et qui sera de 1872 à 1878 commanditaire de la société, et enfin René Valadon (1848-1921), associé de 1878 à 1884. En 1861, deux nouvelles succursales sont ouvertes, à Berlin et La Haye, puis à Bruxelles en 1863 et enfin à Vienne, lançant l'édition d'art dans l'ère industrielle à l'international.
Léon Boussod marie son fils Étienne-Jean Boussod (1857-1918) à Jeanne Gérôme (1863-1914), qui est la petite-fille par alliance d'Adolphe Goupil et du peintre Jean-Léon Gérôme. Léon a également marié l'une de ses filles à René Valadon. 
Ayant déjà perdu son fils ainé en 1855, Adolphe Goupil décide de se retirer progressivement des affaires à partir de 1884, date à laquelle meurt son deuxième fils Albert. Par une série d'alliances via ses filles, il assure à la société Goupil une continuité : cette entreprise internationale va continuer à dominer le marché de l'estampe et des tableaux jusqu'en 1914.
En 1886, Léon Boussod, prend la direction de la société, qui devient « Goupil & Cie — Boussod, Valadon & Cie successeurs ». Les nouveaux associés ouvrent plusieurs autres galeries à Paris : au 2 place de l'Opéra, au 9 rue Chaptal (où se trouve l'imprimerie-édition) et au 24 boulevard des Capucines, tout en conservant le boulevard Montmartre. 
En 1888, Boussod prend comme associés le franco-napolitain Michel Manzi, ingénieur typographe, inventeur et éditeur, et Maurice Joyant (1864-1930), critique et marchand d’art ; tous les deux sont amis de Toulouse-Lautrec, d'Edgar Degas, et de nombreux autres artistes. La maison devient après 1892 « Boussod, Manzi, Joyant et Cie (anciennement Goupil) », puis Boussod meurt en 1893 et Valadon semble se retirer en 1897. 
En 1897, l'établissement se scinde en deux sociétés : Boussod, Valadon et Cie, successeurs de Goupil et Cie (marchands d'art, 1897-1919) ; Jean Boussod, Manzi, Joyant et Cie, successeurs de Goupil et Cie (éditeur-imprimeur, 1897-1917).
Après avoir connu plusieurs changements, dont une première vente des stocks en 1914, les sociétés d'impression, d'édition et de vente d'œuvres furent définitivement liquidées entre 1917 et 1921, le fonds de la maison d'édition étant acquis par Vincent Imberti en 1921.

### Autres fonctions et postérité
Adolphe Goupil est élu maire de Saint-Martin-aux-Chartrains (Calvados) de 1875 à 1893 où il possédait le « château de Tout la Ville ».
Il est nommé officier de la Légion d'honneur en 1877.
Sa fille Marie (1841-1912) épousa le peintre Jean-Léon Gérôme, dont une fille Jeanne, qui épousa le fils de Léon Boussod, associé de Goupil & Cie.
Le musée Goupil, créé à Bordeaux en février 1991, lui est consacré.

## Publications
- 1858, Œuvre de Paul Delaroche, reproduite en photographie par Robert Jefferson Bingham, texte de la notice par Henri Delaborde, et du Catalogue Raisonné par Jules Goddé, Paris, Goupil et Cie 19 boulevard Montmartre, et 9 rue Chaptal.
- 1863, Souvenir de la Galerie Pourtalès, reproduction d'antiques, Tableaux et Objets d'art les plus remarquables de la collection du Comte de Pourtalès-Gorgier: James-Alexandre de Pourtalès, volume grand in-folio comprenant 63 planches, prix de vente 300 francs. Photographe non identifié. La vente eut lieu en février 1865[11].